# Agathia subdeleta
Agathia subdeleta là một loài bướm đêm trong họ Geometridae.